# Hadrurochactas araripe
Espèce
Hadrurochactas araripe est une espèce de scorpions de la famille des Chactidae.

## Distribution
Cette espèce est endémique du Pernambouc au Brésil. Elle se rencontre dans la Chapada do Araripe.

## Description
Le mâle holotype mesure 19,3 mm.

## Étymologie
Son nom d'espèce lui a été donné en référence au lieu de sa découverte, la Chapada do Araripe.

## Publication originale
- Lourenço, 2010 : The disrupted pattern of distribution of the genus Hadrurochactas Pocock; evidence of past connections between Amazon and the Brazilian Atlantic forest. Comptes Rendus Biologies, vol. 333, no 1, p. 41-47.